# Heba Abd Elhamid
Heba Mohamed Abd Elhamid, née le 23 juillet 1985, est une karatéka égyptienne. Elle a remporté la médaille d'or en kumite féminin open aux championnats d'Afrique de karaté 2008 à Cotonou puis une médaille de bronze en kumite moins de 68 kg aux championnats d'Afrique de karaté 2010 au Cap, la médaille d'argent dans cette même catégorie aux Jeux africains de 2011 à Maputo et une médaille de bronze toujours dans la même catégorie aux championnats du monde de karaté 2012 à Paris.